# Арсенал Московского Кремля
Арсенал Московского Кремля (Цейхгауз)  — памятник архитектуры XVIII — XIX вв. Расположен между Троицкой и Никольской башнями. Был заложен Петром I в 1701 году как «Цейхгауз» (нем. Zeughaus — «оружейный дом»).
Строился в 1702—1736 годах архитекторами Кристофом Конрадом, Дмитрием Ивановым, Михаилом Чоглоковым, Иоганном Шумахером. Пострадал в Великом московском пожаре 1737 года, в 1786 —1796 годах восстановлен Матвеем Казаковым и инженером Иваном Герардом. Взорван отступавшими наполеоновскими войсками в 1812 году, восстановлен в 1815—1828 годах А. Н. Бакаревым, И. Л. Мироновским, И. Т. Таманским и Е. Д. Тюриным.
В настоящее время в Арсенале расположены казармы Кремлёвского полка и административные службы комендатуры Кремля.

## История
После большого московского пожара 1701 года Пётр I повелел начать строительство Цейхгауза, который по задумке царя должен был стать военным складом и местом хранения военных трофеев. В приказе от 12 ноября 1701 года значилось: «от Никольских ворот до Троицких всякое по правую сторону строение ломать до пошвы, и на том месте строить вновь оружейный дом, именуемый цейхоуз». Здание было заложено в 1702 году на месте сгоревшего Государева Житного двора, разобранных Сахарных палат, церквей Параскевы Пятницы и Входа Господня в Иерусалим, а также усадеб Трубецких и Стрешневых. Цейхгауз начала возводить группа зодчих, которую возглавлял автор Сухаревой башни архитектор Михаил Чоглоков. В группу входили М. Ремезов, И. Салтанов, саксонец Кристоф Конрад и другие зодчие. Проект ворот Цейхгауза выполнили архитектор Д. Иванов, живописец В. Минин и гравёр А. Шхобенек. Работы шли медленно, с перерывами, что было связано со скудными ассигнованиями на строительство. В 1711—1713 годах двухэтажное здание было подведено под крышу. Первоначально здание не имело окон со стороны города и имело довольно мрачный вид; с внутренней стороны стены должны были покрывать росписи с изображением колонн, увитых виноградными листьями, а парадные ворота предполагалось оформить скульптурой. В 1713 (или в 1714) году крыша недостроенного здания под тяжестью позолоченной черепицы рухнула и пробила своды обоих этажей.
Последствия разрушений устранили не сразу: средств выделялось всё так же недостаточно, архитектор Цейхгауза М. И. Чоглоков умер, а другие мастера были заняты на других постройках в Петербурге. Лишь в 1722 году Кристоф Конрад был специально возвращён из столицы в Москву для строительства Арсенала. После смерти Петра I ассигнования на строительство практически прекратились. Однако Конраду удалось достроить периметр трапециевидного в плане здания и частично подвести его под крышу. Представленный им проект отделки был отвергнут, и в 1731 году Конрад был уволен. С того же года строительство Арсенала передали в ведение артиллерийской конторы Правительствующего сената. Строительные работы осуществляли архитектор И. Я. Шумахер и резчик И. Мускоп под наблюдением фельдмаршала Б. К. Миниха. В ходе строительства своды заменили плоскими перекрытиями, был оформлен западный фасад, на стене между Средней и Угловой Арсенальными башнями были пробиты окна, а со стороны Никольских ворот появился богато декорированный главный портал. Внутренний фасад здания был оформлен в стиле барокко, кровля восстановлена в прежних формах, а вдоль неё устроили галерею с балюстрадой. К 1736 году строительство здания было закончено.

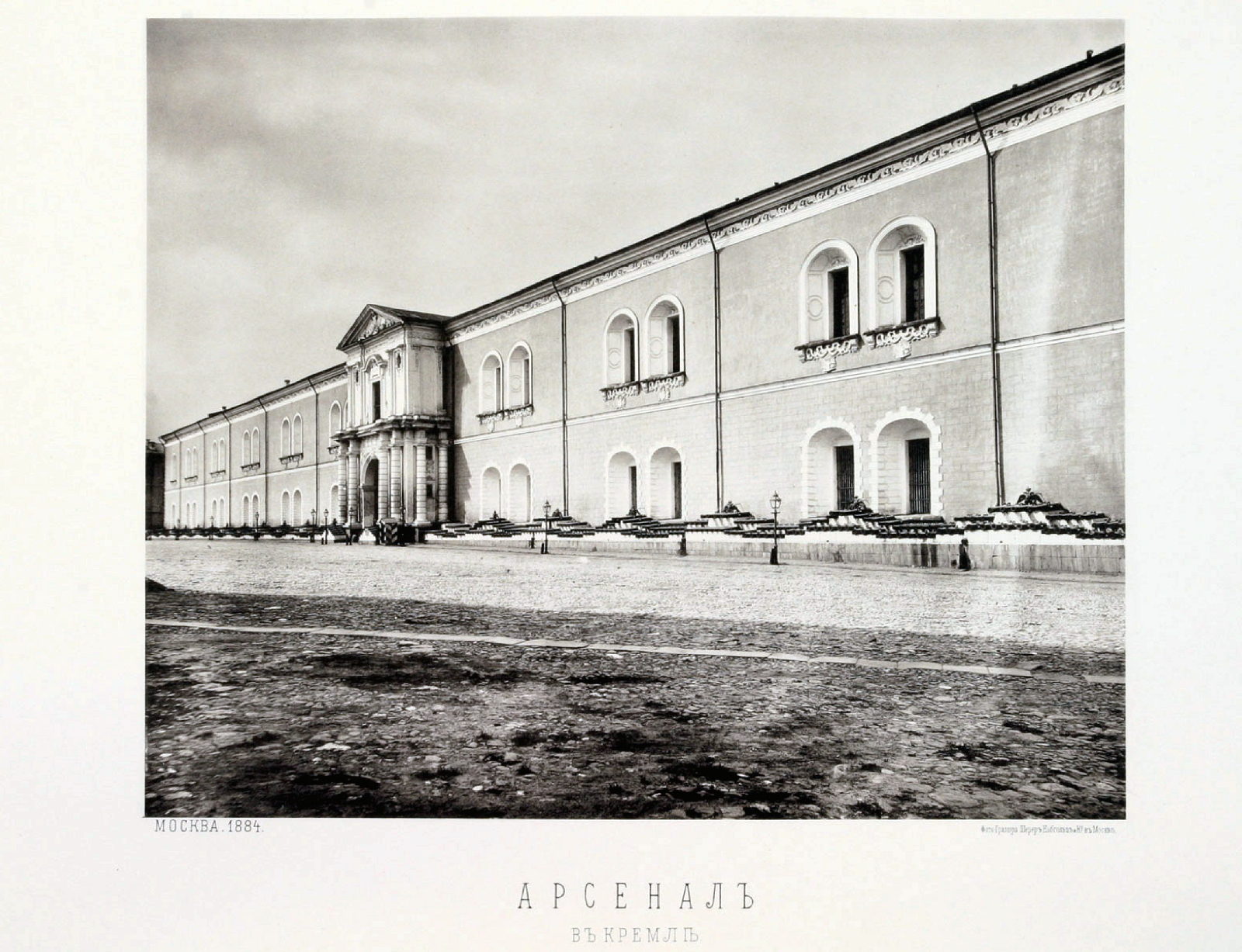
Здание Арсенала в конце XIX века

Во время Троицкого пожара в 1737 году кровля и все деревянные части здания сгорели. Долгое время Арсенал стоял в руинах. В 1754 году архитектор Д. В. Ухтомский составил проект восстановления и реконструкции здания, однако, по некоторым данным, он использован не был. У других исследователей архитектуры и историков, например, И. Е. Забелина, И. М. Снегирёва, И. Э. Грабаря, А. И. Михайлова, М. А. Ильина, Т. В. Моисеевой, участие Ухтомского в строительстве Арсенала не вызывает сомнений. Восстановление Арсенала в 1786—1796 годах осуществлял инженер А. И. Герард под руководством архитектора М. Ф. Казакова. Во время строительных работ были возвращены сводчатые перекрытия, допожарный силуэт кровли и цветовое решение фасадов здания. Главный портал приобрёл классический фронтон, а вместо старых крылец были построены пандусы для въезда сразу на второй этаж.

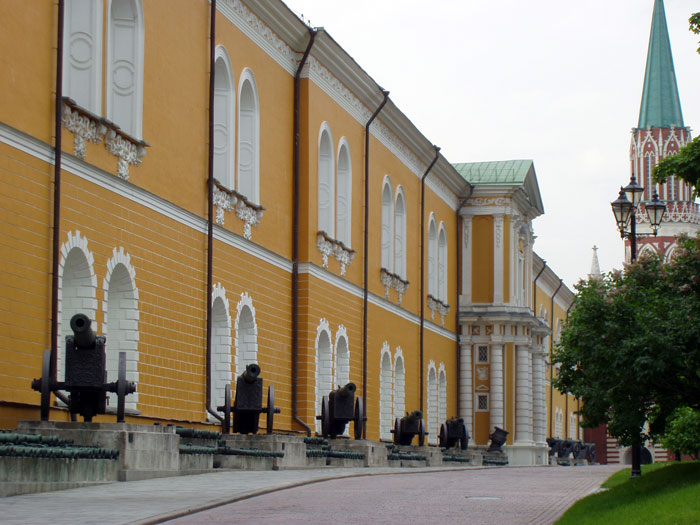
Экспозиция пушек у стен Арсенала

В 1812 году по приказу Наполеона часть здания была взорвана. Арсенал был восстановлен и получил новую отделку в 1815—1828 годах по проекту, разработанному московскими зодчими А. Н. Бакаревым, И. Л. Мироновским, И. Т. Таманским и Е. Д. Тюриным. Дворовым фасадам Арсенала было придано позднеклассическое оформление, живописный фриз наружного фасада заменили лепным, углы здания обработали рустом. Вместо пандусов во внутреннем дворе устроили лестницы, а высокая кровля была заменена на более пологую двускатную. Тогда же здание было окрашено в распространённый во время позднего классицизма однотонный жёлтый цвет.
Вновь здание Арсенала пострадало во время октябрьской революции; было отреставрировано в 1922 году. В 1927 и 1965 годах на фасаде были установлены мемориальные доски в память расстрелянных юнкерами солдат 56-го полка и в честь погибших офицеров кремлёвского гарнизона.

## Архитектура
Двухэтажное здание в плане имеет форму каре с внутренним двором, в который со стороны Сенатской и Троицкой площадей ведут ворота. Нижний этаж отработан рустом. Толщина стен 4 аршина (2,84 м). Окна с глубокими откосами расставлены попарно, через большие промежутки, стены завершает резной белокаменный фриз. Высокая двухъярусная кровля здания не сохранилась. Двумя сторонами Арсенал вплотную примыкает к Кремлёвской стене, высоту которой пришлось понизить почти вдвое для лучшего освещения помещений.

## Пушки Арсенала
Арсенал был задуман Петром I не только как оружейный склад, но и как музей русской боевой славы: ещё в 1702 году царь приказал свозить сюда с Украины и из Смоленска орудия, захваченные в боях с неприятелем и «для памяти на вечную славу поставить».
В 1819 году вдоль фасада здания расставили 875 трофейных пушек, отбитых у наполеоновских интервентов.
В 1960 году сюда же были свезены стоявшие у бывшей Оружейной палаты старинные русские пушки (кроме Царь-пушки, перевезённой к собору Двенадцати Апостолов).